# Walther Mitzka
Walther Mitzka (* 27. Februar 1888 in Posen; † 8. November 1976 in Bonn) war ein deutscher Sprachwissenschaftler.

## Laufbahn
Mitzka machte 1906 sein Abitur in Posen und studierte von diesem Zeitpunkt an bis 1912 an den Universitäten Marburg, Heidelberg und Berlin. Während seines Studiums wurde er Mitglied beim Verein Deutscher Studenten Marburg. Er promovierte 1911 in den Fächern Deutsch, Alte und Neue Geschichte und machte 1912 sein Staatsexamen in Deutsch, Geschichte und Theologie. Von 1912 bis 1927 war er Studienrat; er kehrte als Kriegsversehrter aus dem Ersten Weltkrieg zurück. 1927 wurde ihm die Venia legendi zugeteilt und von diesem Zeitpunkt an war er Dozent an der Universität Königsberg. Ab 1929 war er Professor an der TH Danzig und wurde 1933 ordentlicher Professor für Deutsche Philologie an der Universität Marburg und Direktor des Deutschen Sprachatlas, des Germanistischen Seminars und des Phonetischen Kabinetts.
Eine erste Aufnahme in die NSDAP zum 1. Mai 1933 war ungültig, erst zum 1. Mai 1937 trat er der Partei bei (Mitgliedsnummer 5.401.771). Am 11. November 1933 unterzeichnete er wie die meisten Marburger Hochschullehrer das Bekenntnis der deutschen Professoren zu Adolf Hitler. 1934 wurde er Dekan der Philosophischen Fakultät. Im Auftrag des Reichsbundes der deutschen Beamten überreichte er 1936 Adolf Hitler anlässlich dessen Geburtstags das Lautdenkmal reichsdeutscher Mundarten, das unter seiner wissenschaftlichen Leitung (zusammen mit Bernhard Martin) entstand. Im selben Jahr legte er sein Amt als Dekan auf Veranlassung der NSDAP nieder und wurde Abteilungsleiter für Volkssprache in der Reichsarbeitsgemeinschaft für deutsche Volksforschung. 1938 begann er mit der Datensammlung zum Deutschen Wortatlas.
1947 wurde Mitzka als Professor suspendiert, war aber von 1951 bis zu seiner Emeritierung 1956 erneut Ordinarius.
Mitzka war u. a. Herausgeber und Bearbeiter des Deutschen Wortatlasses, des Schlesischen Wörterbuchs und von Trübners Deutschem Wörterbuch (1939–1957, 8 Bände).

## Schriften
- Studien zum baltischen Deutsch.Marburg 1923.(=Deutsche Dialektgeographie 17)
- als Hrsg.: Althochdeutsche Grammatik von Wilhelm Braune. 8. Auflage. 1955 (1953) bis 12. Auflage (1967) bearbeitet von Walther Mitzka. Niemeyer, Halle/S. bzw. Tübingen.
- Deutscher Wortatlas. Von Walther Mitzka und ab Band 5 Ludwig Erich Schmitt. Ab Band 18 redigiert von Reiner Hildebrandt. 22 Bände. Wilhelm Schmitz Verlag, Gießen 1956–1980.
- Hermann Paul: Mittelhochdeutsche Grammatik. 18. Aufl. (1959) bis 19. Aufl. (1963) bearbeitet von Walther Mitzka. Tübingen: Niemeyer.
- Friedrich Kluge: Etymologisches Wörterbuch der deutschen Sprache. Bearb. von Walther Mitzka. 20. und unveränderte 21. Aufl., de Gruyter, Berlin 1967 und 1975.
- Schlesisches Wörterbuch. 3 Bände. De Gruyter, Berlin 1963–1965.